# Henry County (Illinois)
Das Henry County ist ein County im US-amerikanischen Bundesstaat Illinois. Im Jahr 2010 hatte das County 50.486 Einwohner und eine Bevölkerungsdichte von 23,7 Einwohnern pro Quadratkilometer. Der Verwaltungssitz (County Seat) ist Cambridge.

## Geografie
Das County liegt im Nordwesten von Illinois und hat eine Fläche von 2138 Quadratkilometern, wovon sechs Quadratkilometer Wasserfläche sind. Es grenzt an folgende Nachbarcountys:
| Rock Island County |             | Whiteside County |
| Mercer County      |             | Bureau County    |
|                    | Knox County | Stark County     |

## Geschichte

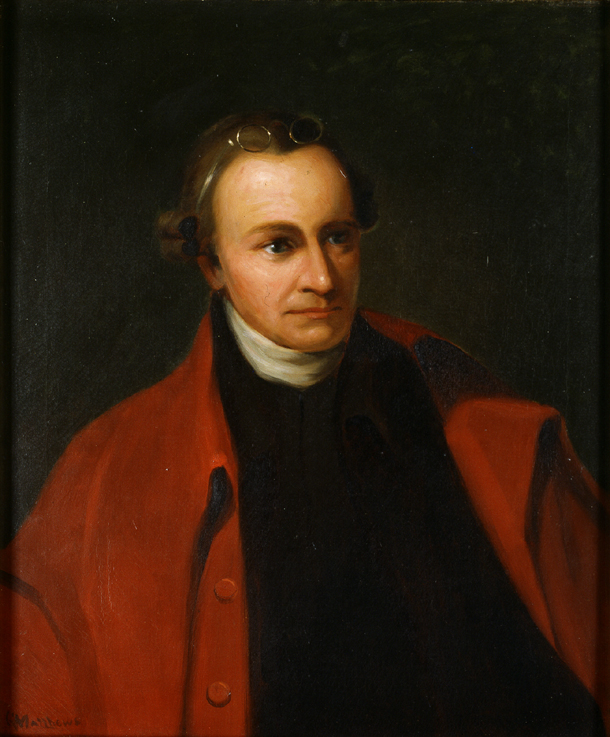
P. Henry

Das Henry County wurde am 13. Januar 1825 im Territorium Illinois gebildet und nach Patrick Henry (1736–1799) benannt, einem Juristen, Staatsmann, Kongressabgeordneten. Er war der erste und sechste Gouverneur von Virginia.

Aus dem Henry County wurden in der Folgezeit das Carroll-, Jo Daviess-, Knox-, Rock Island- und Whiteside County gebildet. Zwischen 1846 und 1861 kamen über 1000 schwedische Siedler in das Henry County und erbauten die Kolonie Bishop Hill.

## Demografische Daten

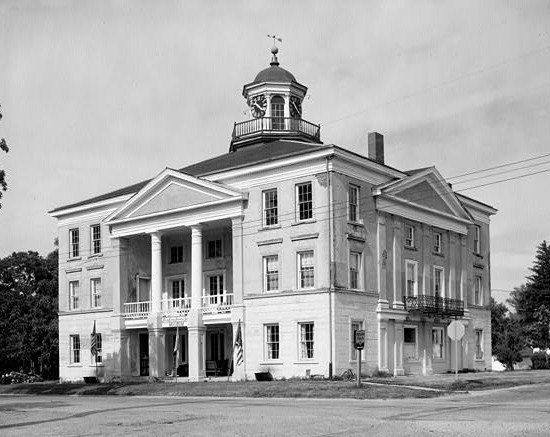
Das Steeple Building im Bishop Hill Historic District, gelistet im NRHP Nr. 70000244

Nach der Volkszählung im Jahr 2010 lebten im Henry County 50.486 Menschen in 20.433 Haushalten. Die Bevölkerungsdichte betrug 23,7 Einwohner pro Quadratkilometer. In den 20.433 Haushalten lebten statistisch je 2,44 Personen.
Ethnisch betrachtet setzte sich die Bevölkerung zusammen aus 96,3 Prozent Weißen, 1,8 Prozent Afroamerikanern, 0,3 Prozent amerikanischen Ureinwohnern, 0,4 Prozent Asiaten sowie aus anderen ethnischen Gruppen; 1,2 Prozent stammten von zwei oder mehr Ethnien ab. Unabhängig von der ethnischen Zugehörigkeit waren 4,9 Prozent der Bevölkerung spanischer oder lateinamerikanischer Abstammung.
23,5 Prozent der Bevölkerung waren unter 18 Jahre alt, 59,1 Prozent waren zwischen 18 und 64 und 17,4 Prozent waren 65 Jahre oder älter. 50,2 Prozent der Bevölkerung war weiblich.

Das jährliche Durchschnittseinkommen eines Haushalts lag bei 49.164 USD. Das Pro-Kopf-Einkommen betrug 24.915 USD. 10,4 Prozent der Einwohner lebten unterhalb der Armutsgrenze.

## Ortschaften im Henry County
Citys
- Colona
- Galva
- Geneseo
- Kewanee

Towns
- Annawan
- Atkinson

Villages
| - Alpha - Andover - Bishop Hill | - Cambridge - Cleveland - Coal Valley1 | - Hooppole - Orion - Woodhull |

Unincorporated Communities
| - Aliceville - Briar Bluff - Dayton - Fairbank - German Corner | - Green Rock - Lynn Center - Morristown - Nekoma - Opheim | - Ophiem - Osco - Saxton - Shady Beach - Sunny Hill | - Sunny Hill Estates - Swedona2 - Ulah - Warner |

1 – teilweise im Rock Island County

2 – überwiegend im Mercer County

## Gliederung
Das Henry County ist in 24 Townships eingeteilt:
| Township           | Einwohner (2010) | FIPS     |
| ------------------ | ---------------- | -------- |
| Alba Township      | 220              | 17-00503 |
| Andover Township   | 954              | 17-01504 |
| Annawan Township   | 1.112            | 17-01582 |
| Atkinson Township  | 1.274            | 17-02739 |
| Burns Township     | 265              | 17-09824 |
| Cambridge Township | 2.525            | 17-10656 |
| Clover Township    | 938              | 17-15040 |
| Colona Township    | 6.822            | 17-15677 |
| Cornwall Township  | 278              | 17-16444 |
| Edford Township    | 667              | 17-22476 |
| Galva Township     | 2.837            | 17-28443 |
| Geneseo Township   | 7.468            | 17-28859 |

| Township              | Einwohner (2010) | FIPS     |
| --------------------- | ---------------- | -------- |
| Hanna Township        | 2.344            | 17-32642 |
| Kewanee Township      | 10.162           | 17-39740 |
| Loraine Township      | 290              | 17-44732 |
| Lynn Township         | 745              | 17-45304 |
| Munson Township       | 400              | 17-51388 |
| Osco Township         | 459              | 17-56809 |
| Oxford Township       | 1.213            | 17-57108 |
| Phenix Township       | 1.672            | 17-59462 |
| Weller Township       | 422              | 17-79722 |
| Western Township      | 3.053            | 17-80190 |
| Wethersfield Township | 3.935            | 17-80983 |
| Yorktown Township     | 431              | 17-84012 |